# Aitor Larrazábal Bilbao
Aitor Larrazábal Bilbao (nascut a Bilbao, Biscaia, el 21 de juny de 1971) és un exfutbolista i entrenador de futbol basc. Jugava de lateral esquerre i el seu primer equip va ser l'Athletic Club de Bilbao.
Ha jugat a l'Athletic Club de Bilbao des de 1990 fins a 2004. El seu debut a la Primera divisió espanyola es va produir el 2 de setembre de 1990 al partit CD Tenerife 1-0 Athletic. Després de deixar el club basc, es va retirar.
Larrazabal és el sisè jugador amb més partits en la història del club roig-i-blanc amb 445, repartits entre Lliga, Copa, UEFA i Champions.
Després de retirar-se, ha fet d'entrenador de diversos equips, principalment del País Basc.